# Octaviano Vera
Octaviano Vera (Yucumanita, Tucumán, c. 1878 - San Miguel de Tucumán, 3 de agosto de 1927) fue un político argentino radical antipersonalista, gobernador de Tucumán entre 1922 y 1923.

## Antecedentes biográficos

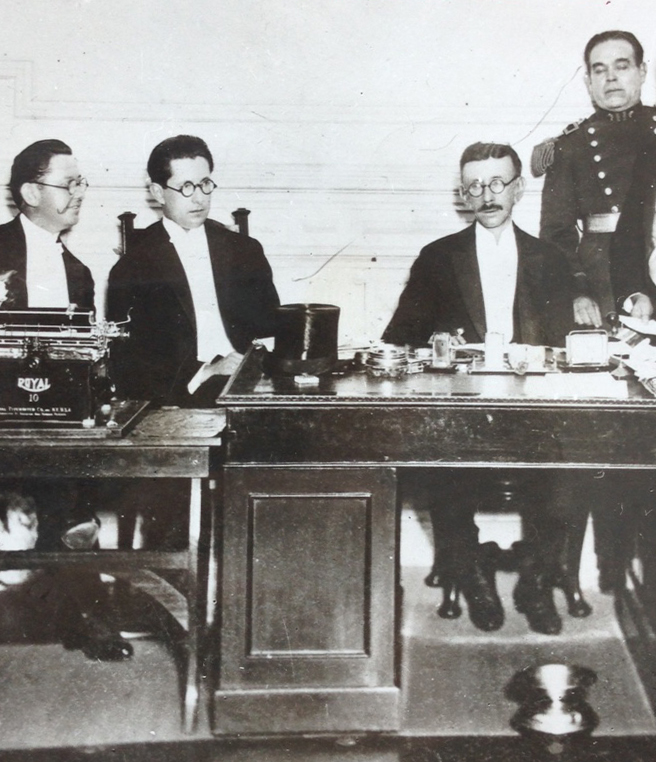
El gobernador de Tucumán, Octaviano Vera, junto a sus ministros, Eudoro Aráoz y Celedonio Gutiérrez. Año 1922.

Octaviano Vera nació en una familia de antiguos propietarios rurales establecidos en la campaña del sur de la Provincia de Tucumán. Hijo de Octaviano Vera y Rosa Juárez, muy joven participó en la política, siendo uno de los caudillos locales del Partido Unión Liberal de tinte conservador, ejerciendo su influencia electoral en los pueblos de los departamentos de Chicligasta, Aguilares y Monteros. Además de sus actividades agropecuarias, Octaviano Vera, se desempeñó como procurador judicial y periodista. 
En 1912, con el avance de la Unión Cívica Radical como fuerza política, favorecida por la vigencia de la Ley Saénz Peña, Octaviano Vera se sumó a las filas del radicalismo tucumano, cuya dirigencia en su gran mayoría estaba integrada por personalidades de la élite tucumana. El triunfo de Hipólito Yrigoyen en 1916, tuvo su impacto en Tucumán con la llegada al poder de los radicales quienes llevaron como gobernador a Juan Bautista Bascary. El gobierno de Bascary fue tumultuoso, sin que pudiese ejercer la administración en forma ordenada, ya que fue obstaculizado por una legislatura opositora. 
La intervención federal de 1920, habilitó el llamado a elecciones para suplantar a Bascary, circunstancia que favoreció la candidatura de Octaviano Vera quien en 1918, había sido elegido diputado nacional y legislador provincial. Estas elecciones cristalizaron abiertamente el enfrentamiento entre los partidarios de Yrigoyen, llamados "personalistas" o "rojos" y sus opositores denominados "anti-personalistas", cuyas primeras escaramuzas acontecieron en territorio tucumano. Los anti-yrigoyenistas tucumanos, con el apoyo explícito de Vicente Gallo y del industrial azucarero Ramón Paz Posse, sostuvieron la candidatura de Octaviano Vera a pesar del veto interpuesto por el Comité Nacional de la Unión Cívica Radical, triunfando en las elecciones y asumiendo la gobernación en febrero de 1922. Dichas elecciones serían catalogadas como fraudulentas por diferentes sectores de la provincia

## Gobernador de Tucumán 1922-1923
El veto interpuesto por el Comité Nacional de la U.C.R. a la candidatura de Vera, fue interpretado por los otros grupos de radicales tucumanos como una autorización para desobedecer y boicotear su gobierno. Habiendo asumido la gobernación, designó como sus ministros a los jóvenes abogados, Celedonio Gutiérrez como ministro de gobierno y a Eudoro Aráoz como ministro de hacienda, con quienes  sorteó la oposición sistemática de la Legislatura, compuesta por legisladores conservadores y por los radicales yrigoyenistas. 
Octaviano Vera buscó el apoyo de los obreros azucareros y su fuerza de choque ante los empresarios azucareros y las fuerzas políticas opositoras. Como símbolo de adhesión al "verismo", los obreros marchaban levantando una caña de azúcar con una alparagata en su punta como símbolo de amedrentamiento para los opositores al gobernador. 
Vera impugnó la política de desprotección arancelaria a la industria azucarera, lanzada por Hipólito Yrigoyen que abrió la importación de azúcar de origen extranjero para los  grandes centros urbanos del litoral, como Buenos Aires y Rosario. Esta política provocó una disminución de los ingresos del estado provincial, expandiéndose las huelgas y los tumultos por todo el territorio de la provincia. Este periodo fue crítico para los productores de caña de azúcar, pues se manifestaron los efectos de la caída de rendimientos del tipo de caña llamado "criolla", la cual comenzó a ser suplantada por la caña tipo "java" con mayores porcentajes sacarígenos. Este proceso empobreció a los pequeños y medianos productores, quienes no pudieron suplantar sus cultivos por la especie de caña "java", rechazando los ingenios sus cosechas, lo que aumentó el descontento social. A la par de la crisis azucarera, Octaviano Vera presentó a la legislatura claras medidas de reforma económica y social, entre ellas, las primeras leyes de carácter obrero que contemplaban el pago del salario mínimo y la jornada laboral de ocho horas.

## La legislación obrera y las grandes huelgas de los obreros azucareros del año 1923
Frente a la crisis económica que afectó los ingresos del estado provincial, Octaviano Vera presentó a la Legislatura el proyecto de un impuesto sobre la molienda azucarera, que implicó el abroquelamiento de todos los sectores poderosos de la provincia contra su gobierno, acompañados por las distintas facciones radicales, compuestas principalmente por los yrigoyenistas. Estas leyes, junto a las leyes "obreras" y el presupuesto provincial para el año 1923, fueron aprobadas por los diputados partidarios de Vera, luego de haber conminados a los opositores a permanecer en el recinto bajo la guardia de la policía provincial.
En junio de 1923, se produjeron una  serie de huelgas violentas en los ingenios, lo que determinó que el gobierno provincial solicitase el auxilio de una división del ejército para sofocarlas. Frente a la constitución de un bloque opositor en el seno de la Legislatura provincial que solicitó su juicio político, Vera ordenó clausurar la Legislatura, el 2 de octubre de ese año, entablando una áspera disputa con el ministro del Interior José Nicolás Matienzo a quien habían recurrido los opositores. Sus propios partidarios se dividieron, mientras algunos de ellos hicieron causa común con los radicales "rojos" que se identificaban con el Yrigoyenismo.
Ante la total dispersión del radicalismo tucumano y el estado de convulsión social, el presidente Marcelo Torcuato de Alvear decretó la intervención a la Provincia de Tucumán, el 29 de octubre de 1923, haciéndose cargo del gobierno, el Interventor Federal Dr. Luis Roque Gondra. La intervención federal llamó a elecciones, para el año siguiente, sin que las fracciones radicales pudieran acordar un candidato único, hasta que el 12 de marzo de 1924, finalmente consensuaron el nombre del Presidente de la Corte Suprema de Justicia provincial,  Miguel Mario Campero, quien triunfó en las elecciones de abril de ese año.

## Últimos años
Octaviano Vera terminó su carrera política con el fin de su gobierno. Debió soportar acusaciones de enriquecimiento y de peculado en el ejercicio de sus funciones como gobernador. Falleció en San Miguel de Tucumán, el 27 de agosto de 1927.